# Hochrein Lajos Károly
Hochrein Lajos Károly Nándor (Pécs, 1853. június 9. – Budapest, Terézváros, 1923. január 5.) kőrajzoló, rajztanító, felsőbb leányiskolai tanár. Nagy Aranka énekesnő édesapja.

## Életútja
Hochrein József festő, litográfus és Schwarczer Emília fiaként született, a pécsi budai külvárosi plébánián keresztelték 1853. június 10-én. Eredetileg kőrajzoló, később pedig rajztanító volt. Festészeti tanulmányait már a szülői háznál, atyja vezetése mellett kezdette meg. Miután elvégezte a pécsi alreáliskola 3. osztályát, két évig litográfiát és könyvnyomdászatot tanult. 1870-től újra beiratkozott a reáliskolába, 1873-ban mint 6. osztályos tanuló ő tanította az 5 alsóbb osztályban a szabadkézi rajzot. Az országos mintarajziskolában képezte magát, melynek több évi tanfolyamát 1875-ben végezve, rajztanári oklevelet szerzett és tanári hivatalt vállalt. 1875-től IV. kerületi székesfővárosi leányiskolának volt rajztanítója, 1903-tól igazgatója, 1906-tól a Kertész utcai, 1909-től a Dob utcai s még ugyanezen évben a Knezich utcai polgári fiúiskola vezetője lett. 1914-ben vonult nyugdíjba. Egy ideig titkára volt a Rajztanárok Országos Egyesületének.
A sokszorosító művészet több nemével is szakszerűen foglalkozott és a szakirodalom terén is szolgálta a hazai művészetet, különösen a rajzoktatás érdekeit. Bachansnőt ábrázoló festményével lépett föl először a budapesti Műcsarnok 1886-ik évi tárlatán. 1888-tól képeivel több kiállításon is részt vett. Halálát szívbaj okozta. Felesége a nála kilenc évvel fiatalabb Molnár Franciska volt, akivel 1897. július 6-án kötött házasságot Budapesten, a Ferencvárosban.

## Művei
- Mocsári tölgy (1882)
- A szérum (1883)
- Takarítás a műteremben (1884)
- A szakértő
- Besnyői tájkép
- Reggel az erdőben (1885)
- Mária (1887)
- Bacchánsnő (1905)
- Gödöllői park (1911)

## Publikációi
- Geometriai alak- és szerkesztéstan. A felsőbb leányiskolák és polgári leányiskolák négy osztálya számára. Bpest, 1888.